# Parti progressiste fédéral
Le parti progressiste fédéral (Progressive Federal Party en anglais ou Progressiewe Federale Party en afrikaans) est un parti politique d'Afrique du Sud fondé en 1977. Issu de la fusion du parti progressiste réformiste avec des députés dissidents du parti uni, le parti progressiste fédéral est un parti de centre-gauche d'opposition à l'apartheid, préconisant l'établissement du suffrage universel et le partage du pouvoir avec la population noire du pays dans le cadre d'un État fédéral. De 1977 à 1987, il est le principal parti de l'opposition parlementaire avant de fusionner en 1989 avec 2 autres mouvements libéraux pour former le parti démocratique.

## Origines
En 1977, à bout de souffle et concurrencé sur sa gauche et sur sa droite, le Parti uni, principal parti de l'opposition parlementaire, s'allie au parti démocratique de Theo Gerdener, pour former le nouveau parti républicain sur la base d'un programme proposant des droits égaux pour tous les groupes raciaux en Afrique du Sud. L'accord ne fait pas l'unanimité d'autant plus qu'il ne vise pas à rassembler toute l'opposition. Un groupe de député du parti uni, conduits par Japie Basson, démissionnent pour former un comité pour une opposition unie. Ils entament des discussions avec le parti progressiste réformiste qu'ils décident de rejoindre finalement au sein d'un nouveau parti progressiste fédéral. D'autres forment un parti sud-africain ou rejoignent le parti national au pouvoir.  
Lors des élections générales sud-africaines de 1977, le parti progressiste fédéral supplante tous les partis de l'opposition et obtient 17 élus (contre 12 à l'ancien Parti progressiste réformiste à la fin de la législature précédente).
Dans le cadre de ces élections réservés aux seuls blancs sud-africains, le parti progressiste fédéral reçoit principalement le soutien des libéraux anglophones. Le parti est raillé par les conservateurs qui prétendent que ses initiales (PFP en anglais) signifient Packing for Perth (emballage pour Perth) pour souligner que beaucoup de libéraux et progressistes blancs avaient quitté l'Afrique du Sud pour émigrer en Australie.

## Évolution
Lors des élections générales sud-africaines de 1981, le parti progressiste fédéral progresse et obtient 26 sièges au parlement, le meilleur score de son  histoire.
Dans ce parlement, les élus du parti progressiste fédéral se montrent très virulents pour dénoncer l'apartheid, en particulier Harry Schwarz ou David Dalling. Le parti propose d'instituer un état fédéral permettant de partager le pouvoir entre Blancs et Noirs. À partir de 1978, concernant le droit de vote, le parti progressiste fédéral abandonne l'idée de proposer une franchise électorale basée sur les revenus et l'instruction pour promouvoir le suffrage universel et le principe « one man one vote » dans le cadre d'un scrutin à la représentation proportionnelle et d'un régime constitutionnel accordant un droit de veto aux minorités. Cependant, partisan de l'économie de marché et proche des milieux d'affaires anglophones, le parti progressiste fédéral apparait cependant trop libéral pour les mouvements noirs anti-apartheid. Pour s’accommoder les dirigeants noirs les plus contestataires, le parti abandonne toute référence à la civilisation occidentale, au statut de Westminster et à la notion de libre entreprise et promeut le principe d'un état neutre, redistributeur de richesses. Cependant, la légitimité du parlement blanc étant contestée par les chefs des mouvements noirs radicaux, la présence d'un parti d'opposition au sein de ce parlement est à leurs yeux une caution à l'apartheid. Frederick van Zyl Slabbert, chef du PFP depuis 1979, prend acte de cette critique et démissionne de son mandat parlementaire en février 1986, pour ne plus être à ses yeux compromis d'autant plus que l'éventualité d'une victoire du parti progressiste fédéral dans l'électorat blanc n'est pas alors envisageable. 
Lors des élections générales du 6 mai 1987, le PFP recule pour la 1re fois avec 19 sièges et perd son statut d'opposition  d'opposition officielle au profit du parti conservateur. Pire encore pour le PFP, 56 % des anglophones (tout comme 56 % des afrikaners) ont choisi de voter pour le Parti national. Ce coup électoral amène les dirigeants du parti à remettre en cause leur participation au fonctionnement des institutions sud-africaines. Certains des membres du PFP les plus à gauche, dubitatif sur la valeur à accorder à un parlement « whites only », forment alors le mouvement national démocratique.

## Transformation
En 1989, sous la pression de la partie la plus réformiste ou progressiste de l'opinion publique blanche, les principales formations de l'opposition libérale au gouvernement décident de s'unir. En avril 1989, le parti progressiste fédéral dirigé par Zach de Beer s'unit avec le parti indépendant de Denis Worrall et le  Mouvement national démocratique de Wynand Malan pour former le nouveau parti démocratique.

## Membres notables
- Zach de Beer, député de Parktown
- David Dalling, député de Sandton
- Jan van Eck, député de Claremont
- Colin Eglin, député de Sea Point
- Tony Leon, chef du parti démocratique (1994-2004)
- Graham McIntosh, député de Pietermaritzburg-nord
- Harry Schwarz, député de Yeoville
- Helen Suzman, député de Houghton
- Frederik van Zyl Slabbert, député de Claremont